# Викид нафти і газу

Викид нафти і газу та пожежа на свердловині «Ойл-Сіті». Поштова листівка початку XX ст.

Викид нафти і газу (рос. выброс нефти и газа; англ. oil and gas spill; нім. Erdöl und Gasausbruch m) — раптовий самочинний витік (виверження) із свердловини нафти і (або) газу в процесі буріння. 

## Загальний опис
Відбувається після виникнення позитивної різниці між тиском у нафтогазовому пласті, розкритому свердловиною, і тиском стовпа бурового розчину у свердловині на рівні цього пласта. Часто починається з нафтогазопрояву, який швидко переходить у відкрите (в атмосферу) або закрите (по трубопроводах у запасні ємності) фонтанування. Під час відкритого фонтанування можливе викидання із свердловини бурильного інструменту, руйнування гирлового обладнання струменем бурового розчину, змішаного з нафтою і (або) газом (особливо обважненого гематитом чи баритом), в окремих випадках — виникнення пожежі. Причини викиду — непередбачене поглинання бурового розчину в породах; насичення бурового розчину у свердловині газом, що надходить з пластів і знижує густину розчину; зниження або підвищення гідродинамічного тиску на вибої, який утворюється буровим розчином при великій швидкості опускання або піднімання бурильного інструменту (т. зв. поршневий ефект); несвоєчасне доливання свердловини буровим розчином під час піднімання бурильних труб; недотримання вимог щодо технологічного режиму буріння, густини і рецептури бурового розчину. Найпоширенішим джерелом викиду є зони замкнених об'ємів порід (особливо глинистих) з аномально високим пластовим або поровим тиском.

## Приклади викидів нафти та газу
Див. також Аварійні викиди нафти, газу і мінералізованих вод
Наприклад, найбільш тяжкий за наслідками газонафтовий викид (дебіт нафти 3200–4700 м3/доб, газу до 0,8 млн м3/доб) стався на морській буровій «1-Джерело» у Мексиці (червень 1979 — березень 1980 року), що спричинив руйнування гирла свердловини, пожежу, забруднення нафтою великої ділянки морської поверхні і узбережжя Мексики та США.
Найбільша пожежа сталася 1903 р. у Бібі-Ейбаті, коли полум'я п'яти найбільших свердловин сягало висоти 100 м. Пожежа знищила понад 820 тис. т нафти, що спричинило кризові явища в галузі.
Підводний викид нафти і газу на нафтовій платформі Deepwater Horizon у Мексиканській затоці, 2010 року.
В Україні найбільший нафтогазовий викид стався 13 червня 1908 р. на свердловині «Ойл-Сіті» в м. Бориславі: дебіт нафти бл. 3000 т/добу, результатом цього викиду стало забруднення басейну р. Дністер, 21-денна пожежа, яку було видно на віддалі 50 км. Для попередження В.н. і г. гирло свердловини обладнується комплектом превенторів, штуцерною системою, трубопроводами для закачування бурового розчину у свердловину при глушінні фонтану та іншим обладнанням.